# Sticht Vreden

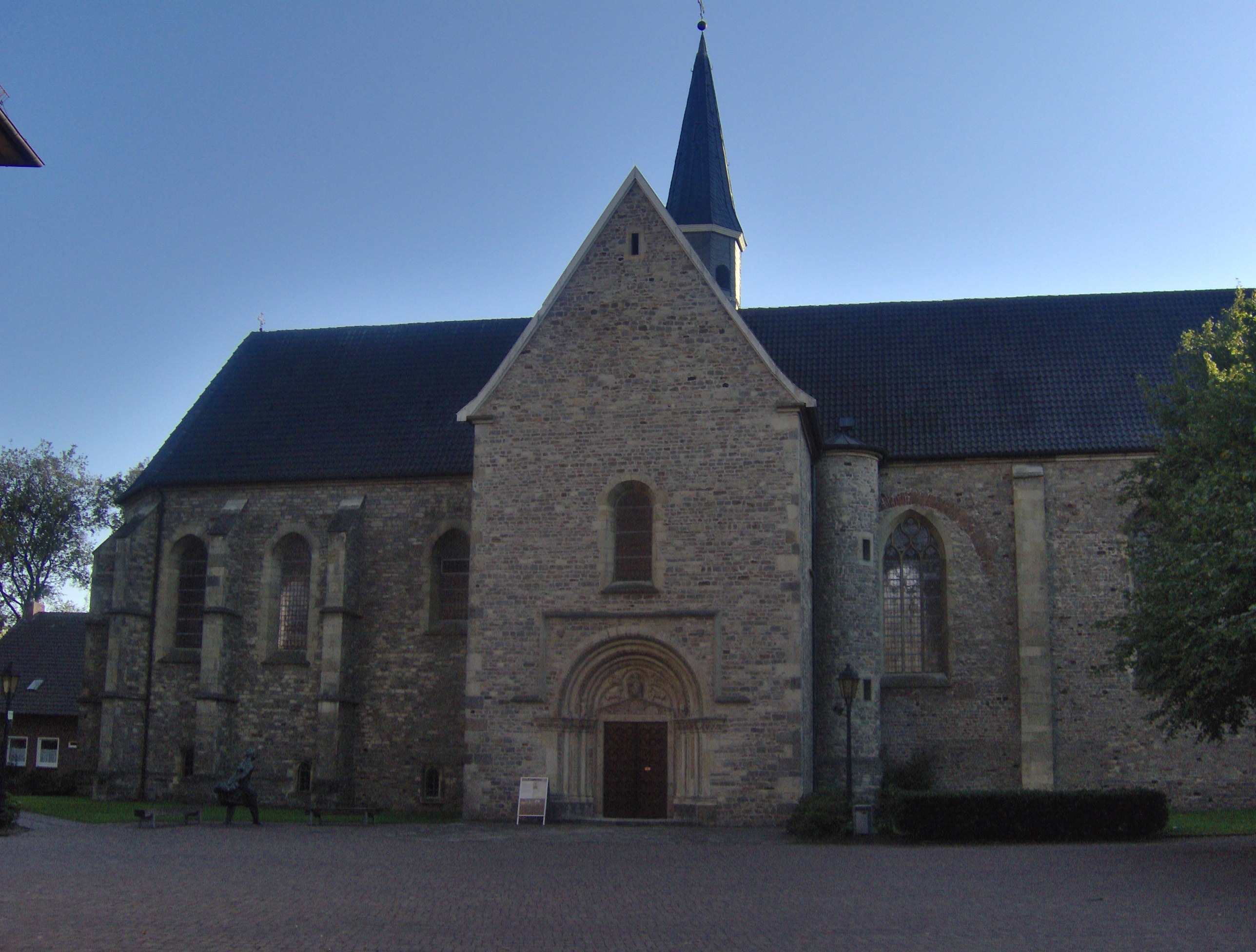
Stichtskerk gewijd aan Sint-Felicitas

Het Sticht Vreden (Duits: Stift Vreden) is een voormalig vrouwenklooster te Vreden (Duitsland). Het werd in de negende eeuw in Westfalen gesticht als een van de eerste vrouwenkloosters aldaar. In de middeleeuwen was het een tijdlang rijksvrij. Het sticht werd in 1810 opgeheven.

## Geschiedenis
Het klooster werd waarschijnlijk gesticht door een zekere Waltbert, een nazaat van hertog Widukind. In 839 werden er relikwieën van de heiligen Felicissimus, Agapitus en Felicitas naar Vreden overgebracht. De reliekenoverbrenging wordt beschouwd als de voltooiing van de stichting van het klooster dat aan Sint-Felicitas werd gewijd. Het klooster was alleen bestemd voor vrouwen van hoge adel.
Rooms koning Koenraad II (circa 990-1039) bezocht Vreden tijdens een rondreis in 1024 en ontmoette er de dochters van de vroegere keizer Otto II (955-983): Adelheid (977-1040/44) en Sophia. Adelheid was abdis van Quedlinburg en Sophia van Gandersheim. Ook in latere tijd had het sticht nauwe banden met de keizers. Een dochter van keizer Hendrik III, Beatrix, was bijvoorbeeld abdis van Vreden. Sommige abdissen waren door een personele unie tegelijk ook abdis van het Sticht Essen.
Tot 1085 bleef het klooster rijksonmiddellijk. Toen schonk keizer Hendrik IV het aan Liemarus, aartsbisschop van Bremen. Later kreeg het sticht de rijksonmiddellijke status terug en behield deze tot de tweede helft van de 12e eeuw. Toen de abdis van Vreden zich in 1261 onderwierp aan het gezag van de bisschop van Münster betekende dat het einde van de rijksonmiddellijkheid.
In de achttiende eeuw was de geschiedschrijver Jodocus Hermann Nünning als scholaster verbonden aan het sticht.

## Bouwgeschiedenis en -restanten
Uit de 11e eeuw is een hallencrypte bewaard gebleven. Deze bevond zich oorspronkelijk onder een oudere kerk en nu onder het koor van de huidige kerk. De crypte bestaat uit drie schepen van vier traveeën en is voorzien van kruisgraatgewelven. De kerk zelf stamt ofwel uit de eerste helft van de twaalfde eeuw dan wel uit de periode 1170/1180. Het gebouw is eenbeukig en telt vier traveeën en een dwarsschip met vierkante traveeën. Het koor werd in 1427 vernieuwd. In de zestiende eeuw werd het gewelf van de oostelijke travee van het schip vervangen. In de zeventiende eeuw werden er nieuwe kloostergebouwen opgetrokken.
Aan het eind van de Tweede Wereldoorlog werden het koor en de gewelven van het schip en de crypte door bommen verwoest. De restauratie duurde tot 1952.

## Abdissen
- rond 1024 Adelheid (oudste dochter van keizerin Theophanu), ook abdis van Quedlinburg,Gernrode en vanaf 1039 ook van de Abdij van Gandersheim
- 1044-1061 of 1062 Beatrix, ook abdis van Gandersheim en van Quedlinburg
- 1061 of 1062-1096 Adelheid II van Franken, ook abdis van Gandersheim en van Quedlinburg
- rond 1172-1216 Elisabeth, ook abdis van Essen en Sint-Maria op het Kapitool (Keulen)
- 1360-na 1369 Adelheid van Bentheim
- 1395-1403 Kunegounde van Meurs
- 1466-1511 Maria Schenkin zu Erbach
- 1521-1534 Margarete von Beichlingen, ook abdis van Essen
- tot 1579 Ermgart von Kaunitz-Rietberg, ook abdis van het sticht van Metelen
- rond 1619 Agnes van Limburg-Stirum, ook abdis van Elten, Freckenhorst (bij Warendorf) en  het sticht van Borghorst
- voor 1669-1674 Maria Sophie zu Salm-Reifferscheidt
- 1764-1789 Maria Waldburga Anna Truchsess von Zeil-Waldburg, ook abdis van Elten
- 1790-1796 Josepha Maria Anna Antonia Nepomucena von Salm-Reifferscheidt-Bedburg
- ??? Elizabeth van Hoyte